# Eduardo Penna Franca
Eduardo Penna Franca (Rio de Janeiro, 27 de janeiro de 1927 – Rio de Janeiro, 20 de agosto de 2007) foi um químico, pesquisador e professor universitário brasileiro.
Comendador da Ordem Nacional do Mérito Científico, membro da Academia Brasileira de Ciências esde 1957, foi professor emérito do Instituto de Biofísica Carlos Chagas Filho. O Laboratório de Radioisótopos Eduardo Penna Franca, do Instituto de Biofísica da UFRJ, é em sua homenagem.

## Biografia
Eduardo nasceu no Rio de Janeiro, em 1927. Interessado em ciência desde pequeno, foi ótimo aluno na escola secundária e na universidade, onde cursou química pela então Universidade do Brasil, hoje a Universidade Federal do Rio de Janeiro. Os métodos físicos precisos e sensíveis para quantificar os elementos radioativos o fascinaram desde a graduação e Eduardo se dedicou a estudar a exposição humana à radiação.
Formou-se em química em 1949 e logo começou um estágio no Instituto Oswaldo Cruz, hoje a Fiocruz, na área de purificação de fármacos. A perda do pai em 1950 o fez assumir a chefia da família, tendo que trabalhar à noite em cursos pré-vestibular para ajudar a mãe e aos irmãos menores. Em 1952, ingressou como assistente de pesquisa no Instituto Oswaldo Cruz, mas não conseguiu aprender o que gostaria, nem trabalhar com os pesquisadores, que mantinham distância dos assistentes.

## Carreira
O então diretor do instituto lhe ofereceu a oportunidade de concorrer a uma bolsa do CNPq para estagiar por dois anos nos Estados Unidos na área de aplicação de radioisótopos em pesquisas biológicas. Vários reatores nucleares construídos durante a Segunda Guerra Mundial passaram a produzir radioisótopos com aplicação em pesquisa. Seguindo nessa esteira, o governo norte-americano criou o programa "Átomos para a Paz", com a mesma intenção pacífica.
Em seu tempo nos Estados Unidos, Eduardo estagiou na Universidade Columbia, no Laboratório Nacional de Brookhaven e na Case Western Reserve University, em Ohio. Ao retornar ao Brasil, encontrou grandes mudanças no instituto e Eduardo se encontrou sem função. Pouco depois, ele foi descobeorto por Carlos Chagas Filho, que o convidou a trabalhar em pesquisas em 1956. Pouco depois, foi implantado o laboratório para radioisótopos no instituto.
O primeiro curso de Metodologia de Radioisótopos foi oferecido em julho de 1956, onde 30 alunos de todo o Brasil foram selecionados. O curso se tornaria regular até a década de 1990, sempre comandado por Eduardo, formando boa parte da mão de obra atual especializada em radioisótopos. Entre 1978 e 1991, Eduardo foi representante na Organização das Nações Unidas para o estudo dos efeitos globais da radiação atômica.
Em colaboração com pesquisadores da Pontifícia Universidade Católica do Rio de Janeiro, a partir de 1956, Eduardo passa a estudar o trânsito de elementos radioativos no ambiente, biota e ser humano em áreas de alta radioatividade natural, linha de pesquisa em que foi pioneiro no Brasil e na qual se manteve até meados dos anos 1990. Também estudou a viabilidade de vários locais para a implantação de usinas atômicas no Brasil
Foi diretor do Instituto de Biofísica Carlos Chagas Filho e um dos que mais se manteve no cargo. Aposentou-se como professor emérito da mesma instituição, mas permaneceu como pesquisador sênior, orientação estudantes e conduzindo pesquisa.

## Morte
Eduardo morreu em 20 de agosto de 2007, aos 80 anos, no Rio de Janeiro. Ele deixou a esposa Heloísa e 4 filhos (Ana, Vânia, Nahyda e Luiz).

## Legado
O laboratório de radioisótopos da UFRJ hoje leva seu nome em sua homenagem.